# Vista Hermosa, Izúcar de Matamoros
Vista Hermosa är en ort i Mexiko.   Den ligger i kommunen Izúcar de Matamoros och delstaten Puebla, i den sydöstra delen av landet, 120 km sydost om huvudstaden Mexico City. Vista Hermosa ligger 1 357 meter över havet och antalet invånare är 245.
Terrängen runt Vista Hermosa är huvudsakligen kuperad, men den allra närmaste omgivningen är platt. Runt Vista Hermosa är det ganska tätbefolkat, med 155 invånare per kvadratkilometer. Närmaste större samhälle är Izúcar de Matamoros, 10,4 km väster om Vista Hermosa. I omgivningarna runt Vista Hermosa växer huvudsakligen savannskog.